# Battaglia di Köprüköy
La battaglia di Köprüköy fu uno scontro avvenuto durante la campagna del Caucaso della prima guerra mondiale, che vide le forze dell'Esercito imperiale russo affrontare, durante la loro avanzata verso Erzurum, quelle dell'armata ottomana. I Russi presero i nemici di sorpresa e ne sfondarono le difese, mandando la Terza Armata Ottomana in rotta verso Erzurum.
Quest'armata era inizialmente ben posizionata. Vi erano due linee di difesa, posizionate in modo da sfruttare la configurazione del terreno, con barriere di filo spinato per ostacolare gli attaccanti, coperte da mitragliatrici supportate dall'artiglieria. La debolezza della posizione era data dalla carenza di rinforzi per affrontare uno sfondamento dell'esercito russo.
I Russi avevano buone informazioni sulla natura delle difese, inclusa la scarsità di truppe in riserva. Il generale Nikolaj Judenič decise di tentare uno sfondamento al confine fra il settore settentrionale e quello centrale della linea ottomana, presso il crinale di Cakir-baba. La 4ª divisione fucilieri caucasica fu disposta segretamente in posizione adatta a sferrare l'attacco decisivo.
Il piano dei russi iniziò il 10 gennaio 1916 con un certo numero di attacchi diversivi, che distolsero truppe ottomane e riserve locali. Queste azioni costarono forti perdite agli attaccanti, ma raggiunsero lo scopo. Dopo giorni di combattimenti, il comandante ottomano, Abdul Kerim Pasha, spostò la sua unica unità di riserva, la 17ª divisione, verso quello che riteneva il luogo dell'attacco principale.
Il 13 gennaio, gli ottomani lanciarono un contrattacco. Alle quattro del mattino, supportato dall'artiglieria della 34ª Divisione, il 102º reggimento conquistò la collina di Sansor. Il piano era di continuare la battaglia con la 28ª divisione del IX corpo e la 18ª e 34ª divisione dell'XI Corpo. La 33ª Divisione avrebbe dovuto avanzare a sud del fiume Aras e poi volgere a nord, attraversare il fiume e attaccare di sorpresa il fronte russo.
Tuttavia, il 14 gennaio Judenič iniziò i suoi attacchi presso il crinale di Cakir-baba. Molte forze ottomane erano in posizione inadatta ad arrestarlo, per cui, nonostante la forte resistenza e le pessime condizioni meteorologiche, i russi avanzarono. Il giorno seguente erano quasi riusciti a sfondare la linea. Judenič, in previsione di questo, inviò nel settore i cosacchi siberiani, l'unica unità di cavalleria in grado di operare nonostante il tempo avverso. Tuttavia, nella notte fra il 16 e il 17 gli ottomani si ritirarono e, nonostante i cosacchi ne distruggessero la retroguardia, molte delle forze di Kerim riuscirono a rifugiarsi nella fortezza di Erzurum, ad ovest. La Terza Armata ottomana aveva perso circa 20000 uomini dei 65000 che contava all'inizio della scontro, mentre l'esercito russo, che aveva impegnato 75000 soldati, ne perse circa 10000, a cui si aggiunsero 2000 congelati.